# Z środy na czwartek
Z środy na czwartek – czwarty album zespołu Voo Voo.  Była to pierwsza płyta Voo Voo na której „pojawiły się wyraźne elementy muzyki folkowej różnych krajów i różnych kontynentów (w tym reggae – „Do nieprzyjaciół”), choć w „Niedobitkach” Waglewski przyjął estetykę Toma Waitsa”.

## Opis
Do 2005 album dostępny był wyłącznie w wersji winylowej, gdy przygotowano reedycję CD okazało się, że taśmy zaginęły, więc jako podstawę również wykorzystano winyl.
Na antenie Programu Trzeciego Polskiego Radia w noce ze środy na czwartek Piotr Klatt prowadził audycję, której nazwa bezpośrednio nawiązywała do tytułu tej płyty.

Moja ulubiona. Zawiera elementy melodyki, której nigdzie na świecie nie ma – trochę nowosądeckiej... Są też rzeczy z głosami inspirowane chórami balijskimi. Bardzo dużo pomysłów. Może momentami aż za dużo, bo to była odpowiedź na Zespół Gitar Elektrycznych.

## Lista utworów
Autorem muzyki i słów jest Wojciech Waglewski.
| Nr  | Tytuł utworu                   | Długość |
| --- | ------------------------------ | ------- |
| 1.  | „Opowieść o ginie I”           | 4:16    |
| 2.  | „Opowieść o ginie II”          | 3:55    |
| 3.  | „Bez obroży”                   | 2:37    |
| 4.  | „Niedobitki”                   | 2:20    |
| 5.  | „Ktoś mi wcześnie kazał wstać” | 3:23    |
| 6.  | „Znowu mi się udało”           | 3:28    |
| 7.  | „5x5 - wzloty i upadki”        | 4:32    |
| 8.  | „Do nieprzyjaciół”             | 3:25    |
| 9.  | „Jutro obudzę się wysoki”      | 3:53    |
| 10. | „Diabeł z nudów śpi”           | 1:30    |
| 11. | „Sfora zmór”                   | 4:42    |
|     |                                | 38:01   |

## Muzycy
- Wojciech Waglewski – gitary, śpiew
- Mateusz Pospieszalski – instr. klawiszowe, saksofony, akordeon, śpiew
- Jan Pospieszalski – gitara basowa, kontrabas, śpiew
- Andrzej Ryszka – perkusja, instrumenty perkusyjne, śpiew

- Jerzy Andrzej Byk – manager zespołu, produkcja
- Nagranie zrealizowano w studio S-II rozgłośni PR w Szczecinie w 1989 r.
- Realizacja nagrań – Przemysław Kućko
- Redakcja – T. Kutyło
- Remastering z płyty analogowej – Leszek Czubek Wojtas
- Projekt graficzny – Andrzej Tyszko
- Rysunki – Maksym Tyszko
- Adaptacja do formatu CD – Jarosław Koziara, Piotr Wysocki